# Iain Campbell (Biophysiker)
Iain Donald Campbell (* 24. April 1941 in Blackford, Schottland; † 5. März 2014) war ein britischer Biochemiker und Biophysik. Er lehrte an der Universität Oxford, wo er Professor für Strukturbiologie war.

## Leben
Campbell ging in Perth zur Schule und studierte an der University of St. Andrews mit dem Abschluss in Physik 1963 und der Promotion in Physik bei Dirk Blij. Danach war er kurz an der University of Bradford und dann am Labor für Theoretische und Physikalische Chemie der University of Oxford bei Rex Edward Richards. 1987 wurde er dort Fellow des St. John’s College, 1992 Professor für Strukturbiologie und 2009 wurde er emeritiert.
Er war ein Pionier in der Entwicklung und Anwendung von NMR zur Aufklärung von Prozessen in der lebenden Zelle (er machte in den 1970er Jahren eine der ersten Proton-NMR Aufnahmen von Prozessen in lebenden Zellen) und wandte NMR den Arbeiten des Nobelpreisträgers Kurt Wüthrich folgend in den 1980er Jahren auf die Aufklärung von Proteinstrukturen an. 1987 klärte er so die Struktur des Epidermal Growth Factor (EGF). Dieser steuert Wachstum und Teilung von Zellen über einen zugeordneten Rezeptor, dessen Fehlfunktion Krebs auslösen kann. Chemotherapeutika gegen bestimmte Krebsarten setzen deshalb am EGF und dessen Rezeptor an, wozu die Kenntnis von dessen genauer Struktur von entscheidender Bedeutung war.
Nach dem Erfolg mit EGF wandte er sich von der Physik (Entwicklung von NMR-Techniken) der Biologie zu und wurde Experte für Zellmigration (wichtig zum Beispiel in der Entwicklungsbiologie, beim Immunsystem und der Wundheilung) und Zelladhäsion. Auch diese Forschung spielt eine Rolle beim Verständnis von Krebs.
Er war Fellow der Royal Society (1995) und Mitglied der European Molecular Biology Organisation sowie Ehrendoktor der Universitäten Lund, St Andrews und Portsmouth und 2006 Croonian Lecturer.
1982 erhielt er den Trade and Industry Education in Partnership with Industry Award.
1967 heiratete er Karin Wehle, eine deutsche Lehramtsstudentin, die er in St. Andrews kennenlernte und mit der er einen Sohn und zwei Töchter hatte.